# Automolis seydeliana
Automolis seydeliana là một loài bướm đêm thuộc phân họ Arctiinae, họ Erebidae.